# Stenomesson pearcei
Stenomesson pearcei är en amaryllisväxtart som beskrevs av John Gilbert Baker. Stenomesson pearcei ingår i släktet Stenomesson och familjen amaryllisväxter. Inga underarter finns listade i Catalogue of Life.